# Бонано, Роберто
Робе́рто О́скар Бона́но (исп. Roberto Oscar Bonano; 24 января 1970, Росарио, Аргентина) — аргентинский футболист, выступавший на позиции вратаря.

## Клубная карьера
Бонано начал карьеру в футболе на родине, в клубах «Росарио Сентраль» и «Ривер Плейт», выиграв несколько титулов с последним. В 2001, в возрасте 31 года, он подписал контракт с «Барселоной»; 26 августа дебютировал в Ла Лиге в матче против «Севильи», которую «Барселона» обыграла со счётом 2:1.
После появления Виктора Вальдеса из молодёжной команды Роберто Бонано оказался лишним, поэтому он перешёл в «Реал Мурсию», а затем в «Алавес».
Спортсмен завершил свою карьеру в 2008 году, когда ему было 38 лет.

## Международная карьера
Бонано представлял Аргентину на различных молодёжных уровнях. Он дебютировал 28 декабря 1996 года в товарищеском матче с Югославией. Впоследствии Роберто был отобран для чемпионата мира 2002 как резервный вратарь, но в итоге сыграл 13 полных матчей.